# Xylena brucei
Xylena brucei är en fjärilsart som beskrevs av Smith 1892. Xylena brucei ingår i släktet Xylena och familjen nattflyn. Inga underarter finns listade i Catalogue of Life.